# 靈媒師東名
《靈媒師東名》（日语：霊媒師いずな），以日本妖怪故事作為基礎的日本青年漫畫，原作真倉翔，作畫岡野剛，是《靈異教師神眉》衍生作品，分為兩部，均由集英社發行。第一部名為《靈媒師東名》（現代都市妖鬼考 霊媒師いずな 〜the spiritual medium〜），單行本全十集，臺灣中文修正版由東立出版社代理發行；第二部名為《靈媒師東名 Ascension》（霊媒師いずな Ascension），单行本全十集，臺灣中文版由長鴻出版社代理發行。由於劇情時常出現殺必死的畫面，第二部甚至出現戶外群交的畫面，故兩部的臺灣中文版被列為18禁漫畫。
第一部於《Oh Super Jump》2007年8月号至2010年8月号（最終号）與《Super Jump》2007年24號至2011年21・22合併号（休刊号）連載，第二部於《Grand Jump》2011年1号至2014年15号與《Grand Jump Premium》2014年9月号至2016年7月号連載。2008年9月5日發布VOMIC版。第二部單行本第十集後記，曾透露有第三部。特別篇全3話，2019年8月於日本網路漫畫網站《漫畫圖書館Z》（マンガ図書館Z）提供官方免費線上閱覽。

## 故事簡介
一名擅長利用管狐與咒術驅趕妖怪、不屬於任何神社或廟宇的「潮來巫女」葉月東名，每逢妖怪侵犯人類、且當事人又有求於她的時候，便會收取當事人的酬勞，執行驅魔的工作。故事環繞在東名身邊發生的種種奇異事件之中……

## 登場角色
葉月東名（配音：伊藤靜（VOMIC））
本作的女主角，原本為《靈異教師神眉》中的國中生配角，現在是17歲高中生。特徵是一頭過腰的紫色長髮、藍色雙瞳、以及姣好的身材（在《靈異教師神眉》裡則是有著咖啡色的長髮與雙瞳），容貌遺傳自多年前身故的母親。
3歲時父母因為工作問題而離婚，母親則在她5歲時因車禍往生，從此由外祖母照顧，並在外祖母嚴格督導下練就強大的靈能力。父親中岡榮史接到被公司調到海外分公司的命令獨自到國外工作，後來東名在12歲那年搬到東京，但當時的榮史已被駄業鬼纏身；最後榮史為了保護女兒，被駄業鬼攻擊傷勢過重而不治身亡。
曾受到靈能力教師鵺野鳴介的教導，視其為啟蒙恩師。三年前的國中時期還在童守町的她，與鳴介的學生們因為偷取能治百病的白虎之針，觸怒了神獸白虎，致使鳴介為守護他們和白虎交戰。鳴介成功擊退白虎，身體所留下的傷害卻漸漸侵蝕身體。
至三年後的現在，鳴介已是全身癱瘓、意識不清的狀態。東名因為無法面對因自己而傷重至此的鳴介，逃跑般地離開童守町，致使她往後工作時，決意以靈能力幫助他人為原則，以承接鳴介的意志，才成為如今的靈媒師東名。其後藉著茶包袋的妖力返回過去修正錯誤，成功解救鳴介，才正式解開這項心結。
作為靈媒師時常穿露出度高的民族服飾，而且衣服因為除靈的關係經常破損；但因為是工作的緣故，就算被人看也完全無所謂。而這不代表東名的個性非常開放，實際上她的愛情觀非常保守，將戀愛視為一生只有一次、神聖而嚴肅的事。認為愛情要從一而終，所以很討厭將戀愛當成兒戲的輕浮男人。
新井
新軸警察署生活安全課巡查長。過去由於妹妹由香里被利用靈能力詐財的騙子騙光了錢財、為了償還債務而過勞死，新井對於利用宗教或靈能力詐財的案例非常敏感，不惜任何代價也要將這些犯人繩之以法。初期對於鬼怪之說一概抱持著嗤之以鼻的態度，並將因為除靈而逐漸聲名大噪的東名視為追查的目標；但往往在遇到妖怪相關的危險時，還是由東名為他處理善後，因而逐漸相信鬼怪的存在。對於東名抱持著一種非常複雜的觀感，主要是因為東名與由香里外貌相似。
露娜/留奈
東名的朋友，「House Fariy」酒館的30歲女店主，名字的漢字為留奈。金色長髮、巨乳為其特色，個性溫和，擅長歌唱且觀察力非常敏銳，能洞察顧客的心理需求並及時給予鼓勵，有時也會給予東名適時的提點。雖然本身不自覺，但其實有著撫慰人心的靈能力，甚至還會因此幫助東名等人解決問題。老家經營酪農業，家人希望她繼承家業。前男友三木三太死於中東的恐怖攻擊曾令她大受打擊，最後和新井成為情侶。由於座敷童子長期駐守House Fariy，House Fariy的生意非常興隆，甚至經常會有幸福的事情發生。
尾古女
東名的外祖母，綁著兩束粗髮辮的老婆婆，是位靈能力十分強大的巫女，通稱「老奶奶」。和東名的關係相當不好，卻和東名心靈相通。個性和她的除靈手段一樣非常強硬。從東名小時候便負責訓練她的修行，是造成東名對風車產生恐懼症的元凶。獲知東名擅收小凜為徒時，雖然對兩者作出懲處，其後對待小凜卻是格外的友善。出乎意料的是個享樂主義者，經常藉著監督和拜訪東名的名義，於旅途期間吃喝玩樂。東名等人從沖繩歸來後，協助小凜進行靈力修練。
早乙女沙聖
留著黃色短髮，性格天真保守的年輕天主教修女。相較於專門收費替人除妖的東名，沙聖專門為人提供免費的除靈服務，因而成為東名的生意競爭對手。過去某個雪夜，指導她的神父曾讓某個毒癮者進入教會，卻遭對方持刀殺害，導致她一度不相信神的存在；但後來由於神父顯靈鼓勵她，才重新對神拾起信心。初期不認同東名收錢除靈的作法，但隨著劇情發展，逐漸對協助她除靈的東名產生仰慕的情感（但是東名對此感到相當頭疼）。主要運用天主教的方式除靈，也能呼喚低階的天使為他人賜福。平時習慣穿著修女裝，不喜歡過於暴露的衣服。在單行本第七集，因為靈體附身的緣故，才破例換上清涼的熱褲裝，不過本人在事後見到東名拍下的照片時都備感尷尬。第二部劇情裡，經過石像鬼的事件後，雖然仍不太認同雷伊的吸血鬼身分，但隱約對其產生好感。
小凜
綁著雙馬尾，能夠看見靈體的13歲國中少女。自小父母離婚，和母親令子同住，但是母親不僅長期酗酒、而且時常帶不同的男人回家；使得長期遭受冷落的小凜開始在街上遊蕩，成為等待他人援助的神待少女（神待ち少女，日本真實存在的社會問題之一）。直到某次因為見到一個男人背後有類似神靈的影子（實為妖怪的化身），將對方視為援助她的「神」並跟著對方回家同住，在途中遇見東名並從她手中獲得一枚寫著咒印的口紅盒。在差點遭到對方毒手之際，打開東名給她的咒印，令東名趕到現場為她解圍。由於無處可歸的緣故，小凜開始寄宿在東名的住處。初期的東名認為小凜只是抱持想當英雄的遊戲心態才會決定當靈媒，打算讓小凜自行放棄該念頭。經過車禍地縛靈的事件後，東名才正式將小凜當作她的徒弟，並對其展開嚴格的特訓。收留被母管狐排擠的幼管狐小蘭，開始協助東名處理除靈的任務。
因為偶然間遇見千佳羅並瞭解她的平常生活，改變先前對千佳羅的刻板印象，認為千佳羅實為溫柔善良之人。後來東名和千佳羅為了靈能者對惡人的處置理念起爭執的時候，被咒殺師嚴山伺機運用咒術召喚的怪物襲擊，向東名告知千佳羅其實是本性善良之人，感謝東名對其的照顧並力勸兩人和解，瞬即被嚴山運用咒術召喚的怪物殺死，其後因為千佳羅捨命救回才復活。
千佳羅
來自四國的女性驅魔師，本名千佳，外表相當文靜溫和，穿著傳統和服，蓄著過腰長髮，配戴華貴的頭飾（頭飾裡放著糖果）。為了賺錢而來到東京維生，平時待人客氣友善，樂於助人，卻經常利用靈能力詛咒非法人士死亡，認為只有將壞人詛咒致死才能帶給善良之人平靜的生活，但有時也會利用靈能力幫助委托人執行殺人以外的工作。可將因為施展詛咒術導致身體被詛咒侵蝕的對象的詛咒班記轉移至己身，所以平常習慣穿著長袖衣裝遮掩班記。擅長用傳念能力將自己的影像和表達的意念顯型在指定對象身邊，不擅用治癒術式。正義觀與東名相反，將惡人視為與妖魔同等的邪惡，該除之而後快，與無論如何都不允許以靈能力殺人的東名處於對立的關係。偶然認識小凜後，對小凜照護有加。
童年時期雙親與兄長信治在四國的村落過著平靜的生活，直至大手製藥公司為開發建設藥廠導致村落遭受嚴重汙染，包含千佳的雙親與兄長在內、所有參與抗爭藥廠開發活動的村民全數被大手製藥公司雇用的咒殺師戶隱嚴山運用咒術殺害。僥倖逃過一劫的千佳遂更名為千佳羅，孤獨地待在後山修習裏陰陽道的咒殺術；成年後便藉著咒殺惡人的機會，伺機向嚴山復仇。和東名目擊小凜被嚴山殺死後，決定攜手合作對抗嚴山；最終為了復仇和掩護東名逃走，使用最後的詛咒力量和嚴山同歸於盡。
死後靈魂在現世和冥界的狹間遇見了小凜，說明自己因為過度使用詛咒力量，必須和嚴山前往地獄贖罪，犧牲自己救回小凜；趁著分離前，懇求小凜返回現世、和東名和睦相處。事後，東名和小凜特地前往千佳羅的墳前獻花敬意。
芽明
兜售東西方靈能道具的少女，但實際上是個招搖撞騙的騙徒。留著短髮，左邊頭髮綁成束辮，穿著曝露的神秘風裝束，個性樂觀且能言善道，雖然靈力不強，卻非常擅於鑑識靈能商品。大阪出身，父親為安倍晴明直系弟子，母親則是能任意操縱波里尼西亞的瑪納之力的卡美哈美哈族後裔。為了賺錢而獨自來到東京，開設靈能道具的店鋪，將假貨兜售給顧客。但偶然在網路上發現東名的傳聞而心生歹念，竊取東名持有的靈能道具藉此海撈一筆橫財，反遭購得操命式部的男子短暫地操控行動；最後因為東名利用自身血液噴向操命式部取得掌控權而制服對方，才順利脫險。
麻奈
東名等人於沖繩邂逅的少女。留著綁成馬尾的頭髮，肌膚黝黑，是沖繩當地的Yuta女巫的後裔，飼有一條通靈犬烏廣，可呼喚風獅爺附身至烏廣的身上作戰。個性活潑坦率且待人友善，說話夾雜著沖繩語，力氣大到可以直接扛起四人份的行李。幼時因為身為Yuta的母親反對島上的開發案，反遭被建商收買的村民孤立。因為建商濫墾破壞御嶽的封印，導致妖怪馬吉姆現身為害島民，令麻奈的母親為拯救島民而犧牲生命，麻奈從此厭惡他人請求她接任Yuta的職責。母親身故後，和祖母共同經營島上的民宿，認識前來島上遊玩的東名等人；未料逃獄的死刑犯後鬼鰤男擅闖御嶽破壞封印，令多年前被母親封印的馬吉姆再度為害當地居民。最終見到東名挺身抵抗馬吉姆的勇氣，受到東名的鼓勵，決定承擔身為Yuta後裔的責任，和東名成功聯手擊敗馬吉姆，並於東名等人離開沖繩前與之道別。
深夢
擔任春夢神社巫女的少女，是春夢神社第15代神官的女兒，有著貓耳般的黑色長髮和豐滿的巨乳，其巨乳被東名稱為「連神都驚訝的爆乳」（神様もビックリの爆乳）。個性溫和羞怯，不喜歡被參拜者當成cosplayer。會在神社裡製造和販售有著靈力的護身符。能夠利用儀式進入他人夢境以祓除惡靈，讀取和運用他人的記憶，但必須與委託人全裸同睡，而且祈禱文的語氣充滿性暗示而容易讓男性浮想聯翩，所以僅限女性與兒童委託除靈。若接受男性委託除靈，雖然儀式開始前會在委託人的重要部位貼符咒，但委託人的重要部位仍然會有反應；所以東名親自見過其除靈方式後，認為其除靈方式會讓委託人尷尬，堅持不讓她用這種方式再次協助除靈，但在日後危急時仍會委託運用其能力協助除靈任務。其能力還能用於為委託人創造美好的夢境。
雷依
外貌俊美的男性吸血鬼，新軸蚊舞木町的當紅牛郎。平時不吸人血，會喝動物的血，但只要吸取處女之血便能擁有超乎常人的力量。主要運用吸血鬼族能讓女性神魂顛倒的魅惑能力，為自己賺取業績。非常害怕聖水、十字架之類的聖物，連目擊十字架和十字架手勢都會遭受重傷；但在遭重創化成灰燼時，只要有處女的鮮血滴進灰燼就能復活。因為吸血鬼族有著要尋找至高無上純潔女性共結為終生伴侶的觀念，造就其深情的性格。對沙聖一見鍾情，想親近沙聖卻屢次失敗，但在石像鬼事件成功令沙聖對其改觀。
糸奈
大財團「鋏角集團」會長鋏角及其女傭總管絹川（鋏角的前情婦）的16歲女兒。由於鋏角家歷代有獻出一人給黑暗蜘蛛附身、藉其妖力維持富貴的傳統，於3歲那年被當成祭品，囚禁在鋏角家地下室過著與世隔絕的生活長達13年，身體變得半人半妖，擁有運用蜘蛛絲攻擊、束縛、操控他人的能力。被鋏角槍殺的絹川垂死之際扯斷結界，才脫離黑暗蜘蛛的附身。在脫離黑暗蜘蛛的附身時昏倒，在黑暗蜘蛛點火燒毀鋏角家時被東名攙扶逃出鋏角家，與東名及小凜同住，開始學習適應人類的生活。

## 出版書籍
靈媒師東名
| 卷數 | 集英社        | 集英社                 | 東立出版社     | 東立出版社             |
| 卷數 | 發售日期      | ISBN                   | 發售日期       | ISBN                   |
| ---- | ------------- | ---------------------- | -------------- | ---------------------- |
| 1    | 2008年8月4日  | ISBN 978-4-08-859723-2 | 2009年9月4日   | ISBN 978-986-10-4060-8 |
| 2    | 2009年1月5日  | ISBN 978-4-08-859753-9 | 2009年9月23日  | ISBN 978-986-10-4061-5 |
| 3    | 2009年6月4日  | ISBN 978-4-08-859780-5 | 2010年1月26日  | ISBN 978-986-10-4062-2 |
| 4    | 2009年12月4日 | ISBN 978-4-08-859812-3 | 2010年3月12日  | ISBN 978-986-10-4995-3 |
| 5    | 2010年4月2日  | ISBN 978-4-08-859831-4 | 2010年6月25日  | ISBN 978-986-10-5537-4 |
| 6    | 2010年8月4日  | ISBN 978-4-08-859848-2 | 2010年11月23日 | ISBN 978-986-10-6617-2 |
| 7    | 2010年12月4日 | ISBN 978-4-08-859863-5 | 2011年2月25日  | ISBN 978-986-10-6987-6 |
| 8    | 2011年5月2日  | ISBN 978-4-08-859880-2 | 2011年12月27日 | ISBN 978-986-10-7995-0 |
| 9    | 2011年9月2日  | ISBN 978-4-08-859896-3 | 2012年2月16日  | ISBN 978-986-10-8871-6 |
| 10   | 2011年12月2日 | ISBN 978-4-08-858777-6 | 2012年5月25日  | ISBN 978-986-10-9423-6 |

靈媒師東名 Ascension
| 卷數 | 集英社         | 集英社                 | 長鴻出版社    | 長鴻出版社           |
| 卷數 | 發售日期       | ISBN                   | 發售日期      | EAN                  |
| ---- | -------------- | ---------------------- | ------------- | -------------------- |
| 1    | 2012年4月19日  | ISBN 978-4-08-879341-2 | 2013年3月28日 | EAN 471-5409-85719-8 |
| 2    | 2012年8月17日  | ISBN 978-4-08-879404-4 | 2013年4月6日  | EAN 471-5409-85720-4 |
| 3    | 2012年12月19日 | ISBN 978-4-08-879491-4 | 2013年6月13日 | EAN 471-5409-85853-9 |
| 4    | 2013年5月17日  | ISBN 978-4-08-879491-4 | 2013年8月20日 | EAN 471-5409-85960-4 |
| 5    | 2013年9月19日  | ISBN 978-4-08-879657-4 | 2014年3月22日 | EAN 471-5409-86307-6 |
| 6    | 2014年4月18日  | ISBN 978-4-08-879778-6 | 2014年12月6日 | EAN 471-5409-86802-6 |
| 7    | 2014年10月3日  | ISBN 978-4-08-879894-3 | 2015年2月10日 | EAN 471-5409-86857-6 |
| 8    | 2014年10月17日 | ISBN 978-4-08-890016-2 | 2015年9月16日 | EAN 471-5409-86951-1 |
| 9    | 2015年10月19日 | ISBN 978-4-08-890287-6 | 2016年7月13日 | EAN 471-5409-87669-4 |
| 10   | 2016年12月2日  | ISBN 978-4-08-890558-7 | 2017年3月22日 | EAN 471-3006-54053-6 |

## 資料來源
1. ↑  . 巴哈姆特GNN新聞. 2013年8月18日  [2014年1月7日]. （原始内容存档于2018年6月24日）.
2. ↑  單行本第二部第二集第15話。
3. ↑  . 聯合追星網. 2013年8月17日  [2014年1月7日]. （原始内容存档于2015年1月13日）.
4. ↑  
VOMIC版官方網頁 的存檔，存档日期2016-01-18.
5. ↑  .   [2021-08-09]. （原始内容存档于2021-08-09）.
6. ↑  長鴻版單行本第二部第7集封底廣告文案誤植為系奈，內文仍譯為糸奈。

1. 「霊媒師いずな」第一卷 轟動發售！ （页面存档备份，存于）
2. 「バーテンダー a Paris」「霊媒師いずな」「モンテ・クリスト」「ハイリコ」ＧＪのコミックス9月刊 好評発売中!!